# Criniger
Criniger és un dels gèneres d'ocells, de la família dels picnonòtids (Pycnonotidae).

## Llistat d'espècies
Segons la el Congrés Ornitològic Internacional (versió 13.2, 2023), aquest gènere conté 5 espècies:
- Criniger barbatus - Bulbul barbat pitestriat.
- Criniger calurus - Bulbul barbat cua-roig.
- Criniger chloronotus - Bulbul barbat pitgrís.
- Criniger ndussumensis - Bulbul barbat gorjablanc.
- Criniger olivaceus - Bulbul barbat gorjagroc.